# Chuchelský háj
Přírodní rezervace Chuchelský háj se rozkládá na svahu mezi pražskou městskou částí Velká Chuchle a její čtvrtí Malá Chuchle, kde zahrnuje původní lesní porosty. Je součástí přírodního parku Radotínsko – Chuchelský háj a zahrnuje rovněž skalnatý svah pod kostelem sv. Jana Nepomuckého s výskytem vzácných rostlin vázaných na skalní stepi. Nalézá se tam rovněž Chuchelský hřbitov a hájovna se zookoutkem.

## Historie
Oblast se dříve nazývala „Lázeňský háj“. V dobách první republiky tam byla i výletní restaurace.

## Důvod ochrany
Důvodem pro vyhlášení PR byla snaha o zachování původního lesa s výskytem vzácných druhů rostlin a živočichů spolu s cennými společenstvy skalních stepí.

## Geologie
Skalní podloží v PR je velmi pestré a je tvořeno diabasy, břidlicemi, vápenci, pískovci a křemenci.

## Flóra
Na území PR se dochovaly původní listnaté lesní porosty pouze v malé míře ovlivněné výsadbou nepůvodních dřevin jako je borovice černá a trnovník akát. Původní lesy mají bohatý bylinný podrost s řadou druhů kvetoucích na jaře před olistěním jako je například jaterník podléška, ptačinec velkokvětý, hrachor jarní aj.
Z diabasové skály byl popsán nový druh kosatců – kosatec bezlistý český. Na skalách roste česnek chlumní a rozchodník bílý.

## Mykoflóra
V oblasti byla nalezena řada vzácných hub, z nichž mnohé patří k teplomilným druhům. Vyskytuje se zde například hřib bronzový (Boletus aereuus), hřib Fechtnerův (Butyriboletus fechtneri) hřib královský (Butyriboletus regius), hřib nachový (Rubroboletus rhodoxanthus), hřib plavý (Hemileccinum impolitum), hřib pružný (Aureoboletus gentilis), hřib přívěskatý (Butyriboletus appendiculatus), hřib Quéletův (Suillellus queletii), hvězdovka trojitá (Geastrum triplex), kališník žebernatý (Helvella costifera), muchomůrka ježatohlavá (Amanita echinocepahala), ohnivec zimní (Microstoma protractum), urnička pohárová (Urnula craterium) a vláknice začervenalá (Inocybe erubescens).

## Fauna
Na území PR bylo nalezeno mnoho reliktních teplomilných brouků skalních stepí, v lese se vyskytují krajník hnědý a roháč velký. Hnízdí zde asi 40 druhů ptactva, převážně pěvců. Z druhů silně ohrožených se zde vyskytuje žluva hajní a velmi vzácně dudek chocholatý.